# 岐阜アリーナ
岐阜アリーナ（ぎふアリーナ、英: Gifu Arena）は、岐阜県岐阜市にある県立の総合体育施設、及び多目的アリーナである。岐阜県庁舎の東、約300mに位置しており、スポーツだけでなくコンサート、イベントなどにも使用されている。また、B3リーグに所属しているプロバスケットボールチーム、岐阜スゥープスのホームアリーナでもある。

## 概要
管理運営団体は、指定管理者として岐阜アリーナ運営共同体が運営を行う。
元々は、1965年（昭和40年）、岐阜県で開催された国民体育大会（岐阜国体）の施設として、岐阜県民体育館として開設された施設である。長らく体育施設として使用されていたが、2000年（平成12年）、電動式可動ステージや音響照明施設を新設し、多目的ホールとしての機能を待たせる。この際、岐阜アリーナに改称する。
2011年（平成23年）4月より3年間の契約でスポーツ用品販売の「ヒマラヤ」が命名権を獲得し、「ヒマラヤアリーナ」の愛称が付けられることとなり、愛称は同年5月16日から使用が開始された。その後ヒマラヤとは2016年（平成28年）3月で契約期間が終了。大垣共立銀行が新たな命名権取得者となり、同年4月1日より5年の契約期間で「OKBぎふ清流アリーナ」（オーケービーぎふせいりゅうアリーナ）の名称となる。

## 施設概況

### 建物全体
- 構造：RC造、地上2階建
- 建物面積：4,490 m2
- 延床面積：8,188 m2

### フロア
- 床面積：約1,900 m2（38m×50m）
- 天井高：10.9m
- 最大収容人数：3,500人（観覧席2,000人）

### その他
- 会議室（5室）
- 更衣室（2室）
- シャワー室（2室）

### 駐車場
- 普通車：約800台（平日分）
  - 土休日などは岐阜県庁の駐車場も使用可能となり、約3,000台まで可能。

## 交通

### 道路
- 国道21号「県庁前」交差点より南へ。
- 岐阜県道1号岐阜南濃線「県庁東」交差点より西へ。

### 公共交通機関
- 岐阜バス：「OKB岐阜清流アリーナ」バス停で下車、徒歩ですぐ。
  - 名鉄名古屋本線・各務原線 名鉄岐阜駅（1番のりば）または、JR東海道本線・高山本線 岐阜駅（5番のりば）から「県庁」「OKBふれあい会館」行きに乗車。
- JR東海道本線 西岐阜駅から南へ徒歩で約30分。
- 西ぎふ・くるくるバス：JR西岐阜駅（南口）から乗車。「県庁」バス停で下車、徒歩で約5分。